# 爆走トラッカー軍団
『爆走トラッカー軍団』（ばくそうトラッカーぐんだん）は1992年-1994年にかけてケイエスエスにより製作・公開された、アートトラック(デコトラ)を題材にした日本映画及びオリジナルビデオである。

劇場版2作を含め全6作が公開された。

## 概要
かつて菅原文太と愛川欽也のタッグで70年代を風靡した東映のドル箱映画のひとつ『トラック野郎』の平成版ともいうべきオマージュ作品。
元キャロルのギタリスト、ジョニー大倉が演じる情に厚く涙もろいアートトラッカーが次々に巻き起こる騒動に挑む痛快劇。
監督は平成版仮面ライダーシリーズや戦隊シリーズなどの東映系特撮作品で知られる長石多可男が、脚本には「トラック野郎」の第6～9作目の脚本を手掛けた掛札昌裕が全編に渡って務めた。
本作は前述の通りかつてのトラック野郎を髣髴させる物語であるが、本家でみられた「ハリウッド映画並みの派手なカーアクション」「警察沙汰で非常に迷惑な荒々しい喧嘩シーン」「低俗かつ有害な下ネタやセクハラ」といった昭和の血生臭く濃厚な空間がほぼ皆無であり、バブル崩壊後の名残である当時のトレンディドラマでみられたファッショナブルな感覚をバランスよく取り入れたクールでスマートなニュアンスをうまく醸し出している。トラック野郎にはみられなかったVシネマ特有の暴走族や暴力団との抗争も本作をしめる大きなギミックになっている。このようにトラック野郎以来、単に色物扱いされてきたデコトラそのものや、リアルな市場のシーンを多くする事によって世間体から誤解されてきたトラッカーの悪いイメージを全面的に抹消された点にも一役買っている。
また、当時の交通法規正法の大幅改案により社会で悩まされていた労働基準法による交通事故問題にも作中で前向きに取り上げられており、単なる娯楽映画としてではなく、トラック野郎とは違ったヒューマニズムを持つ作風として成り立っている。
登場人物が搭乗するトラックは、一番星やジョナサン号のような映画の為に製作されたオリジナル車両ではなく、哥麿会と関口工芸の全面協力で、俗に「デコトラ」といわれた70年代にみられた第1次ブームから80年代後期にかけて新しく生まれ変わった第2次ブームとして象徴とされる「アートトラック」というべき車両が全国から多数エキストラ出演している。

## 全6作サブタイトル・概要
| No.   | サブタイトル                     | ロケ地                           | OPロケ地                                                | 公開年（時期） |
| 第1作 | 一発逆転!爆走トラッカー軍団      | 静岡県清水市（現：静岡市清水区） |                                                         | 1992年         |
| 第2作 | 暴走族死闘編                     | 千葉県銚子市                     |                                                         | 1992年         |
| 第3作 | 紅薔薇軍団参上!                  | 福島県いわき市                   | レインボーブリッジ                                      | 1993年         |
| 第4作 | 浪花(暴)遊侠伝                   | 兵庫県淡路島・大阪               | 通天閣・道頓堀・津名港                                  | 1993年         |
| 第5作 | 激闘！香港マフィアVS女トラッカー | 神奈川県横浜市                   | 氷川丸のカウントダウンイベント 哥麿会の初日の出イベント | 1994年         |
| 第6作 | 劇場版                           | 東京・千葉                       | 東京都庁周辺、レインボーブリッジ                        | 1994年         |

## 出演者
全話に登場
- 藤崎 竜一（ふじさき りゅういち） - ジョニー大倉
竜神丸（4作目のみ竜一丸）のハンドルを握る、シリーズを通しての主人公。清水界隈を中心に水産関係の運輸業務に従事するトラッカー。念願のアートトラック「竜神丸」が完成したばかりでローン地獄に追われる毎日で仕事に余念がない苦労人。目の前の困っている人をみるとつい放っておけない人情味あふれる涙もろい優しい性格の持ち主である一方、卑劣な行為を嫌い、悪に対しては妥協を許さない強い正義感を併せ持つ感情的な熱血漢でもある。菅原文太が演じた星桃次郎の流れを組むキャラクターであるが、すぐ欲に目が眩み自ら墓穴を掘ってしまう桃次郎とは違い、酒や女に溺れず与えられた仕事を真剣に取り組むストイックな人物像が描かれている。また恋愛にはほぼ無縁といっていいほどシャイで、女性とうまく接するのが苦手。高校時代に水泳でインターハイに出たと言っているが実は泳ぎは苦手で溺れて気を失うレベルのカナヅチ[3]。しかし、信栄会とのバトルで船上から海面に落とされたときに泳ぐ姿を見せカナヅチを克服した。2作目のみ口の周りに髭を生やしていた。ほかのトラッカー仲間からは「竜ちゃん」「竜さん」、松男・勝男・ケンからは「兄貴」と呼ばれている。
- 政夫（まさお） - 幸英二
竜一以外でただ一人全話に登場。竜一を含めたトラッカー仲間からは「政やん」と呼ばれているが、居酒屋「夫婦丸（めおとまる）」を経営していることもあり夫婦丸とも呼ばれることもある。内股な歩き方で竜一に好意を示すこともあるが妻子あり。1作目は妻の久美（演・河合のどか）と夫婦でトラックに乗っていた（ただしハンドルは久美が握る）。久美は2作目では妊娠のためトラックを降りるが、3作目以降は登場しない（ただし3作目の最後に政夫が2人目を妊娠したことを報告する）。基本的にオカマ口調ではあるが、劇場版の秀男（演・飯島大介）とタケシ（演・阿久津龍）を救出する場面で次郎に攻撃し追い込むサブ（演：矢野公二）の背後から草履で頭を叩き「オカマをなめんじゃねえよ!」と男口調で凄むシーンもあった[4]。普段着は割烹着にモンペ姿[5]。

複数話に登場
- 君塚 雄一郎（きみづか ゆういちろう） - 誠直也（1・2・4作・劇場版）
プライドの高いやり手のトラッカー。芸術丸のステアリングを握る。当初は自分を邪魔する竜一が気に入らず目の敵にしていたが、立ちはだかるアクシデントを共に協力して乗り越えていっている内にわずかな友情が芽生えるようになり、お互いをいいライバルとして認識するぐらいの仲になった。竜一のことは竜神丸が登場しなかった4作目を含め登場した全話で「竜神丸」と呼んでいる。基本的に硬派だが、劇場版ではJリーグに興味を持ったり次郎が誠山会の名前を出した際に「学習塾か?」と返すなどのコミカルな一面も見せる。4作目では淡路島のリゾート開発の為一時的に土木業に転身して大型ダンプ（鬼若丸）のハンドルを握る[6]。その関係でリゾート開発会社（組事務所）にも出入りをしており、竜一に対し挑発する言動や行動を見せるも常に竜一の身を案じていた[7]。普段着は革ジャンと革パンツにTシャツ姿だが、4作目のみ頭に捩り鉢巻の作務衣姿で登場する。なおスタッフロールには「特別出演」の記載がある。
- 石田 松男（いしだ まつお） - ラッシャー板前（1・2作目）
竜一のハードワークをサポートする弟分的存在で、四六時中竜一と並走を共にするお調子者の駆け出しトラッカー。石松号のハンドルを握る。トラック野郎における松下金造のポジションを意識したキャラクターでファッションヘルスのマッサージ嬢に運賃や荷抜きした鮮魚類を貢がせる先走った行動で竜一を困らせている。2作目ではマリン（演・古橋かずえ）に好意を持たれる。
- 野口 勝男（のぐち かつお） - 風見しんご（3･4作目）
「浪花のかっちゃん」の名で関西からやってきたトラッカー[8]。竜一からは3作目では「なにわのカウボーイ」と呼ばれていたが、4作目では名前呼びになった。幸之丞（3作目）と伸成丸（4作目）のハンドルを握る。松男と同じくお調子者でかつ失敗したり周りに迷惑をかけたりするが、幾度のピンチを竜一に救われたのを機に竜一を兄貴と慕う。4作目では港丸の幸治の穴埋めで急遽助っ人に入ってもらった竜一と共に行動する[9]。その身軽さとフットワークの良さを武器に、敵とのバトルでは映画顔負けのアクションを得意とする。マリに好意を寄せるも玉砕したり幼馴染の波江が浩司と密かに交際していたことを知って落ち込んだりした。3作目ではウエスタン風の衣装を身に纏い、4作目では麦わら帽子を被っている。竜一曰く和食が苦手。政夫とは面識があるが、その政夫は竜一に「くちばしの青いひよっこ」と話している。登場はしていないが母親がいる[10]。
- 内山（うちやま） - ビートきよし（1・3作目、別役では劇場版を除く全て）
竜一の旧友であるトラッカー。竜一からは「駿河丸」と呼ばれている[11]。かつて過搭載による人身事故を起こし、小学生の息子を引き連れて妻の小夜子（演・会田由来）と別居中だったが、交通事故で九死に一生のところを無線で救出に駆け付けた竜一と君塚に助けられ運ばれた病院で面会中の妻と和解し、復縁した。その後、本格的にトラッカーとして復帰。3作目では文二號のハンドルを握る。なおビートきよしは2作目は役不明、4作目は玉ねぎ農家で荷主の山本社長、5作目では栄光丸として役を変えながら劇場版を除く5作に渡って顔を出している。
- そのほかにもヤクザやチンピラなど悪者系などの脇役として広瀬匠、宮坂ひろし、大河克己が複数話に渡り登場している。この3人が同じ作品に出演しているのは3人とも暴走族のメンバーだった2作目とそれぞれ立場の異なる劇場版の2作のみ（広瀬は暴力団と繋がりのある区会議員秘書の大村役、大河は野球のユニフォームを着たトラッカー仲間の一人〈大河丸〉として登場している）。

単独話に登場
- ユキ - 星遥子（2作目）
明日香丸のハンドルを握る女性トラッカー。最初は竜一に敵意を剥き出しにしていたが、暴走族に絡まれた時に助けてもらったことで少しずつ心を開くようになる。サックスの演奏が得意。父親もかつてはトラッカーだったが、2年前に目の前で暴走族に殺された。特にライフル銃で父親を撃った男（演・大河克己）に強い恨みを持ち、復讐のために密かにサソリ（ダンプ）のハンドルを握る。ユキの父親と君塚は知り合い。
- マリ - 藤崎仁美/幼少時代・小林愛（3作目）
駿河丸のハンドルを握る女性トラッカー。幼いころは孤児として教会の施設に妹の美麗と共に身を寄せていた。施設を出た後に美麗とともに紅薔薇軍団を旗揚げするも、トラッカーの道を歩むことで紅薔薇軍団を抜けるという過去を持つ。
- 幸治（こうじ） - 渡辺航（4作目）
港丸（2tダンプ）に乗る若者。信栄会に事故の示談替わりに土地の権利書を半ば強引にとられて自暴自棄になる（事故は信栄会の罠によるもの）。波江と密かに交際していた。
- 上原 絵里（うえはら えり） - 天祭揚子（5作目）
芸術丸のハンドルを握る女性トラッカー。かつてはロス市警の刑事だったが、5年前に密輸事件を追っていた父親が香港マフィアに殺されて、その仇を取るべく組織に潜入していた。
- ケン - 彦摩呂（5作目）
逃亡者のハンドルを握る若者。登場時は竜一に対して明らかに上から目線をとっていたが、竜一と栄光丸の話を陰で聞き、その栄光丸が香港マフィアに脅迫されて仕事を請け負っていること知り竜一らと和解、その後竜一を兄貴と慕う。先祖代々車にまつわる仕事についており、自分が4代目だと明かす。
- 木村 美加（きむら みか） - 秋乃桜子（劇場版）
石松号のハンドルを握る女性トラッカー。息子のタケシとの二人暮らしだが、全国を航海するため不在時はゆう子の家に預けている。息子のタケシは学生の時に産んだ子供で、産むのを躊躇っていたが竜一が産むよう説得して産んだ子供であることを竜一との会話で明らかにしている。スタッフロールには「友情出演」の記載がある。
- 小畑 ヒロシ（おばた ヒロシ） - 新井つねひろ（劇場版）
大洋丸のハンドルを握るトラッカー。誠山会に多額の借金をしており、返済のために鉄（演・宮坂ひろし）に覚せい剤を無理やり打たされ薬漬けにされる。さらに土地買収に絡み、誠山会にゆう子の父、秀男を轢き殺すよう強制されるが失敗に終わり、鉄ら組員に殴られたり蹴られたりして怪我を負わされた上に大洋丸を奪われ放心状態の中、たまたま通りかかった仲間のトラックに飛び込もうとしたところを助け出される。
小畑役の新井は3作目にも暴走族を仕切るチンピラの一人として出演している。
- 大川 次郎（おおかわ じろう） - 湯江健幸（劇場版）
誠山会の組員で借金の取り立てに市場や食堂によく顔を出すチンピラ。物語当初から竜一のことを慕うも、誠山会や組長の鮫川（演・伊藤紘）を尊敬し、竜一やゆう子らの忠告を無視し続けていた。しかし表向きは「ヤク（覚せい剤）禁止」と言いつつも、裏ではクスリ漬けにした小畑を利用してゆう子の父である秀男を殺そうとした誠山会のやり方に反発するが、鉄ら組員に返り討ちに遭い絶体絶命のところをたまたま組事務所に訪れた竜一に助けられて組事務所を脱出する。抜け出した際に取り返した大洋丸を運転し、その運転を評価され竜一の勧めでトラッカーを目指すことになり、誠山会に襲われて怪我を負った小畑の代わりに太洋丸のハンドルを握る。秀男とタケシを救出の場面では鮫川に絶縁状を叩きつけるかの如くパンチを浴びせて組と決別した。他界した父親もかつてはトラッカーだった。

ヒロイン
シリーズによってメインヒロイン・サブヒロインのポジションは異なるが、ここではトラックを運転しない女性出演者を記す。
- 小林美奈子（こばやし みなこ） - 伊藤麻衣子（1作目）
清水で小学校の教師をしている1作目のヒロイン。初登場の際に事情を知らず竜一を誘拐犯だと決めつけた。実家は理髪店を営んでいる。竜一が全シリーズで唯一好意を示した女性。
- 美麗（みれい） - 亜里香/幼少時代・小林瑠美（3作目）
マリの妹。トラッカーの積み荷を盗む暴走族「紅薔薇軍団」のリーダー。マリと共に幼少時代は教会の施設で育ち、施設を出てからも一緒に行動を共にし紅薔薇軍団を旗揚げする。後にマリはトラッカーの道を歩むことで紅薔薇を抜けるが、そのころからジョー（演・小沢一義）と仲良くなり次第に悪事を働くようになった。物語後半でマリに忠告したことで激昂したジョーに監禁されるも竜一や勝男らに助けられ、その後マリとも和解する。序盤での竜神丸とのバトルではユーノス・ロードスターを運転しており、竜神丸に接触すれすれの体当たりを浴びせたりする。中盤では大型バイクも運転していた。
- 波江（なみえ） - 藤田めいる（4作目）
4作目のヒロイン。勝男の（自称）ガールフレンド。淡路島で母と民宿を営んでいる。家の周りが立ち退きに遭う中、最後まで立ち退きを拒み信栄会と戦っていた。幸治と密かに交際しており、物語終盤で幸治と結婚する事を勝男がトラッカー仲間の前で公表した。
- 山本ゆう子（やまもと ゆうこ） - 板谷祐三子（劇場版）
美加の親友であり、竜一らが顔を出す「日の出食堂」の娘。父の秀男と共に店を切り盛りしている。美加が長距離航海で不在時に息子のタケシを預かり世話している。250㏄のバイク（ヤマハ・ジール）に乗り、市場に顔を出すこともある。

## 登場車両
主な出演者がハンドルを握る車両を記載している。話中で名前を名乗らない車両は本来その車両に付けられている名前を、実際の名前と異なる場合はカッコ内に本来の名前を記す。なお同一車両で名前が異なる車両は文中に記す。
竜一の愛車
- 竜神丸…ベース車・いすゞ・810スーパーII（中期型）
竜一がハンドルを握る低床4軸の大型ウイング車。4作目を除く全編で本作を司る看板車として君臨する。荷台のペイントは「芸術丸」（後述）のオーナーでもある関口工芸の関口操が手掛けたもの。ナンバーは「品川11 か 41-90」。1作目の冒頭で完成したての本車両の龍のペイントに竜一自身がエアブラシで目を入れている。美奈子との会話で「"龍のように威勢良く仕事をしたい"という意味を込めて名付けた」とで明かす。回を重ねるごとにパーツにも細かな変化がみられ、ペイントがリニューアルされた5作目で本シリーズとしての完成形になる。1作目のみ車内にファックスや自動車電話、コーヒーメーカーなどを備えていた。
当作完結後にリア周りを大幅にリニューアルし、映画『爆走!ムーンエンジェル-北へ』ではトラッカーに扮した刑事役の清水宏次朗がハンドルを握る車両として登場した。2000年代中頃に富士急ハイランドがこの車両を購入、荷台のペイントやアンドンを同社で稼働していたジェットコースター「ドドンパ 」仕様にリメイクし「二代目絶叫丸」としてイベント等で使用された。その後しばらく使用されていない状態が続いていたが2012年頃に哥麿会が本車両を買い取り、アンドンやペイントをリニューアルし[12]再度竜神丸として復活[13]。のちに哥麿会で買い取り修復されたトラック野郎の一番星号と共に現在も様々なイベント等に登場している。
- 竜一丸（英丸）…ベース車・日野・スーパードルフィン（後期モデル）
4作目のみ登場。竜一がセカンドカーと称する冷凍車。荷台にはすずき工芸の手による3面の荒波及び左右前方の「竜一丸」の文字と共に左側に鯉、右側にトビウオのペイントが施されている。撮影当時現役の仕事車両だったため竜神丸に比べると飾りは控えめ。車内には当時あまり普及していなかったカーナビゲーション（カロッツエリアのGPSビューア）を搭載していた。ナンバープレートは竜神丸と同じものを使用している。4作目のエンディング映像を一部流用した5作目のエンドロールにも登場している。
本作出演後しばらく経過してから荷台と一部パーツが別車両に移植されたため車両は現存していない。現在は荷台部分のみ個人農家の倉庫として使われている。

複数話に登場
- 石松号…ベース車・日野・レンジャー（4D中期）
1・2作目及び劇場版で登場する4t車。鮮魚便らしくシャチと舟をあしらったペイントを両サイドに入れたモダンな関西系アート車。1・2作目では松男がハンドルを握り、荒波のペイントが入り装飾がリニューアルされた劇場版では美加がハンドルを握る。
- 芸術丸（2代目[14]）…ベース車・日野・レンジャー（4D中期）
3・4作目を除くほぼ全話で登場する土砂禁ダンプ[15]（5作目以降は箱車となる）。竜神丸同様回を重ねるごとに大小のリニューアルを施されており、劇場版での登場を以て完成形となる。1・2作目及び劇場版では君塚が、5作目では絵里がハンドルを握っている。ただし「芸術丸」と名乗るのは5作目のみ[16]。4作目ではメインとしての登場ではないものの、チャリティ大会でわずかながらリニューアル途中（荷台ロケット未装着）の姿で登場している。発進のみではあるが君塚役の誠直也本人が実際に運転するシーンもある。
本作完結後は様々なドラマや映画などに登場しており、1998年に発売されたPlayStationゲーム『爆走デコトラ伝説～男一匹夢街道』の看板車両にもなった[17]。
- 逃亡者…ベース車・日野・クルージングレンジャー
5作目では「逃亡者」としてケンが、劇場版では「大洋丸」として小畑がハンドルを握る4t土砂禁ダンプ車。フルメッキのキャビンに荷台には歌舞伎のペイントが入る。
本作完結後にオーナーが変わり、現在は「桃色サロンIII」として荷台にロケットを追加した箱車となっている。
譲渡後のオーナーが所有していた「桃色サロン（初代）」（日野レンジャー7E増トン重機回送車〈後2軸〉）も1作目のチャリティイベント及びエンディングに登場している。

単独話に登場
- 明日香丸…ベース車・三菱ふそう・ファイター
2作目でユキがハンドルを握る4tウイング車。飾りはバイザーとミラーステーのみ、荷台3面に源氏物語のペイントが入る。中盤でファンベルト切れによるオーバーヒートを起こすが、竜一の機転でユキの穿いていたパンストをファンベルト代わりにしてエンジンを復活させる。そのほか4・5作目でもわずかに登場しており、5作目では新たなサイドバンパーが装着された姿で登場している。
- サソリ（芸術丸〈初代〉）…ベース車・日野・レンジャー（4D前期）
2作目に登場した4t土砂禁ダンプ。暴走族への復讐のためユキがハンドルを握る。フロントパネル及びテールランプを除くすべてが黒で統一され、フロントバスマークアンドンとリア部分にサソリのペイントが、ドアにはユリの花のペイントが入る。その他ルーフに6連のフォグランプとバンパーに対暴走族用の角が装着されている。
- 駿河丸（駿河の哥麿）…ベース車・日野・レンジャー（4D後期）
3作目でマリがハンドルを握る、キャブのベッドスペースを延長しハイルーフ化された4tウイング車。荷台には富士山のペイントが大きく描かれている。1作目でも脇役として登場しているがその時は平ボディ車だった。4作目でもチャリティ大会のイベントで僅かにその姿が見えた。
- 幸之丞（寿や幸之丞）…ベース車・三菱ふそう・ファイター
3作目で勝男がハンドルを握る4t車として登場。ライト周りを含めたフロント周りに大型の鉄仮面グリルを装着し、その中に角型のヘッドライトを左右2個ずつ縦に装着。左右に歌舞伎のペイントが入る。リモコンスターターを装着しており、リモコンでエンジンをかけたり電飾をコントロールすることができる。
- 文二號…ベース車・日野・レンジャー（4Eターボ車）
3作目で内山がハンドルを握る4t車。荒波と飛び跳ねる鯛のペイントが入る。当車両には左側面に東映のマークが入っているが、その「東映」の文字を「文二」で隠している。そのため本編では左側面部分のアップは少ない。
- 伸成丸…ベース車・三菱ふそう・ファイター
4作目で勝男がハンドルを握る4t冷凍車。煙突マフラーを装着し、荷台左側に龍、右側に唐獅子牡丹のペイントが施されており、運転席側ドアのウインドウ下部には「浪花のかっちゃん」のアンドンが、ワンマンアンドンには「めだっちゃえ」の文字が入る。竜一丸同様5作目のエンドロールにも登場している。
- 鬼若丸…ベース車・三菱ふそう・ザ・グレート
4作目で君塚がハンドルを握るメッキキャビンの深アオリ大型ダンプ。フロントナンバーは漢字表記のアンドン仕様になっており、リア部分にはM.C.ハマーのペイントが施されている。竜一丸と2度バトルをしており、1度目のバトル終盤にカーブ出口で道をふさぐ形で停車、ダンプアップさせて玉ねぎ1個を落とし、そのまま走り去って竜一を挑発させていた。しばらくしてから再び竜一の前に現れ、前回の挑発で殺気立っていた竜一と再度バトルを繰り広げる。バトルのあと君塚が降りてきて驚く竜一に「ハンドル捌き鈍ったんじゃないか」「この島で八百屋は似合わない」と挑発するも、「潰されんよう気をつけろ」と意味深な言葉を残し、自車に乗り込む君塚を追おうとする竜一の前に横切って塞いだダンプ軍団を従えて去る。

その他
- 夫婦丸（幻丸）…ベース車・日野・レンジャー（4D前期）
1作目のみに登場した、政夫の妻である久美がハンドルを握る4t車。ルーフ以外フルメッキのキャビンに、荷台（右側）にはタコと天女のペイントが、後部右側には真っ二つに割れた般若のお面と女性の顔のペイントが施されている。この車両は過去に日清食品「タコヤキラーメン」のCMに登場した車両である。かつてはフルアート車両だったが、当作品出演時はバイザーとミラーステーを除くパーツが取り外され、ヘッドライトは他車種のを、フロントバンパーはメッキが施されたノーマルを装着していた。
- 綾太郎…ベース車・三菱ふそう・ファイター
5作目で脇役として登場した4tウイング車。荷台左右にはかぐや姫のペイントが施されている。当作品完結後にアートパーツ及び荷台のペイントをリニューアルして、映画『爆走!ムーンエンジェル～北へ』にて主演の工藤静香がハンドルを握るメイン車両として登場する[18]。荷台ペイントはこの映画のために工藤が描いた元絵をベースに関口工芸の関口操がペイントを施している。

## スタッフ
氏名の後に○作目の記載がない場合は全作を担当している。
- 監督
長石多可男
- ゼネラルプロデューサー
佐藤昭一
- 企画
佐藤昭一
石田幸一（4・5作目、劇場版）
- プロデューサー
尾川匠（1・2作目）
石田幸一（3作目）
宮崎大（4・5作目、劇場版）
菊池勇完（5作目）
- 脚本
掛札昌裕
- 音楽
プルコード・長嶌 BEM 宏・河合AKA（2作目、表記はないが1作目も同じ曲が使われている）
岩間南平（3・4作目）
井上公二（5作目）
＊上記の1作目の他、劇場版では音楽スタッフの記載がない。
- 挿入歌
「男の街道（みち）」 唄：海堂げん太（日本クラウン） ※1作目
- 撮影
松村文雄（1～3作目）
井上明夫（4作目、劇場版）
川崎龍治（5作目）
- 制作
ケイエスエス
- 制作協力
エヌエスエス（2～5作目、劇場版）
プラスメディア（1・2作目）
ダテ企画（2・3作目）
ZOOM-X（5作目）
- 権利表記 トラッカープロジェクト

## ビデオ・DVD
ビデオソフト(VHS)は92年から95年にかけてケイエスエスより、DVDは2007年1月26日に6枚同時にSoftgarage/ジーダスより発売された。

## その他
- 各作品の本編終了後には全日本アートトラック連盟加盟団体一同の名義で、各クラブ（会）の活動目的とチャリティ大会への参加協力を求めるテロップが流れる。
- 5作目ではトラッカー仲間が集団で集まるシーンは過去の作品から一部流用されている。そのためエンドロールの一部は4作目と同じ映像を使用している。さらに竜神丸のオープニングとエンディングの走行シーンでは前にしか撮影用のナンバープレートが装着されていない。